# Fockea capensis
Fockea capensis är en oleanderväxtart som beskrevs av Stephan Ladislaus Endlicher. Fockea capensis ingår i släktet Fockea och familjen oleanderväxter. Inga underarter finns listade i Catalogue of Life.